# Sentmenat
Sentmenat és una vila i municipi de Catalunya situat a la comarca del Vallès Occidental.

## Geografia
- Llista de topònims de Sentmenat (Orografia: muntanyes, serres, collades, indrets..; hidrografia: rius, fonts...; edificis: cases, masies, esglésies, etc).

Sentmenat és una petita vila situada en el Vallès Occidental (Catalunya). El seu terme, de 28,6 km² d'extensió, es divideix en dues parts força diferenciades: la muntanya, amb boscos de pins i alzines, i la plana, amb camps de conreus.
El municipi té una població d'uns 8.652 habitants (any 2015), repartida entre el nucli del poble i les urbanitzacions de Pedra Santa, Can Canyameres, Can Vinyals, Can Costa i Can Fargues.
El principal curs d'aigua del terme és la riera de Sentmenat, que recull les aigües del Puig de la Creu (664 msnm), la muntanya de Can Fruitós, la vall d'Aiguasenosa i la Costa Llisa del Farell.
El terme té raconades de gran bellesa, com el Saltant de Guanta, la Cova del Comte, la vall de Can Senosa, la Torre Roja, el dolmen de Serra Cavallera...

## Toponímia
El nom del poble prové del seu patró, Sant Menna, sant egipci al qual es va dedicar una església. Està documentat al segle xii com a Sancti Minati i Sancto Minato. En els fogatges del segle xv i xvi consta com a Sentmenat, de la vegueria de Barcelona. En els primers censos del segle xix es va registrar fonèticament com Senmanat. El 1933 es va recuperar la grafia tradicional, anul·lada pel franquisme i no recuperada fins al 1983.

## Història
El 14 de gener de 1714, durant la Guerra de Successió Espanyola, un destacament borbònic comandat pel Comte de Montemar saquejava i incendiava Sentmenat. Nou mesos després queia Barcelona i amb ella també ho feren les institucions i les llibertats nacionals de Catalunya. Mossèn Josep Valls de Vilella es trobava a Can Senosa per batejar una filla de Gabriel Mas, un bracer de Sentmenat que s'hi havia refugiat amb la seva dona embarassada, Madrona, fugint del destacament del Comte de Montemar.
Des d'allà van ser testimonis dels saqueigs i dels incendis de Caldes de Montbui i de Sentmenat, a mans de les tropes borbòniques comandades pel comte José Carrillo de Albornoz y Montiel, tal com va relatar el vicari de la parròquia de Sant Menna, Lluís Molins:
| «                                                                                     | Lo dia catorze de gener 1714, [lo poble] fou cremat i saquejat per lo destacament del comte de Montemar, e consta en lo baptisme esborrat; també saquejaren la iglésia de Sentmenat i no tocaren lo sacrament del sacrari, que així ho permeté Déu Nostre Senyor | » |
| — Foli 111 del Llibre de Baptismes III de l'Arxiu Parroquial, Biblioteca de Sentmenat | |   |

Fou seu del Marquesat de Sentmenat.

## Demografia
| Entitat de població          | Habitants (2024) |
| Sentmenat                    | 7.463            |
| Can Canyameres i Pedra Santa | 1.598            |
| Can Vinyals                  | 394              |
| Can Costa i Can Fargues      | 68               |
| Font: Idescat                |                  |

| 1497 f | 1515 f | 1553 f | 1717 | 1787 | 1857  | 1877  | 1887  | 1900  | 1910  |
| ------ | ------ | ------ | ---- | ---- | ----- | ----- | ----- | ----- | ----- |
| 40     | 49     | 57     | 663  | 906  | 1.728 | 1.712 | 1.585 | 1.256 | 1.379 |

| 1920  | 1930  | 1940  | 1950  | 1960  | 1970  | 1981  | 1990  | 1992  | 1994  |
| ----- | ----- | ----- | ----- | ----- | ----- | ----- | ----- | ----- | ----- |
| 1.742 | 1.897 | 1.847 | 1.829 | 1.987 | 2.868 | 3.663 | 4.407 | 4.677 | 4.677 |

| 1996  | 1998  | 2000  | 2002  | 2004  | 2006  | 2008  | 2010  | 2012  | 2014  |
| ----- | ----- | ----- | ----- | ----- | ----- | ----- | ----- | ----- | ----- |
| 5.253 | 5.363 | 5.675 | 6.037 | 6.628 | 7.209 | 7.633 | 8.112 | 8.521 | 8.645 |

| 2016  | 2018  | 2020  | 2022  | 2024  | 2026 | 2028 | 2030 | 2032 | 2034 |
| ----- | ----- | ----- | ----- | ----- | ---- | ---- | ---- | ---- | ---- |
| 8.700 | 8.957 | 9.235 | 9.417 | 9.553 | -    | -    | -    | -    | -    |

El creixement de la població havia estat fins ara sostingut i regular, la qual cosa feia que conservés el caire típic de poble, amb un tarannà i una fesomia peculiar. Als darrers anys, però, ha experimentat un gran creixement amb diverses noves zones, abans agrícoles, i que ara s'estan urbanitzant.
El poble, format majoritàriament per cases de planta baixa i pis, començà a créixer en el vessant d'una carena; aquesta és la causa dels seus característics carrers de baixades pronunciades. Posteriorment s'anà engrandint fins a ocupar una part de la plana (barri de Can Palau) i l'altre vessant de la carena (barri de can Baixeres).

## Política

### Llista d'alcaldes
| Període      | Nom de l'alcalde/-essa    | Partit polític | Data de possessió |
| ------------ | ------------------------- | -------------- | ----------------- |
| 1979 - 1983  | Joan Torrents i Martorell | PSC            | 19/04/1979        |
| 1983 - 1987  | Joan Torrents i Martorell | PSC            | 28/05/1983        |
| 1987 - 1991  | Joan Guàrdia i Parareda   | PSC            | 30/06/1987        |
| 1991 - 1995  | Joan Guàrdia i Parareda   | PSC            | 15/06/1991        |
| 1995 - 1999  | Joan Guàrdia i Parareda   | Independent    | 17/06/1995        |
| 1999 - 2003  | Josep Vilaró Capella      | PSC            | 03/07/1999        |
| 2003 - 2007  | Josep Vilaró Capella      | PSC            | 14/06/2003        |
| 2007 - 2011  | Núria Colomé Rodríguez    | CiU            | 16/06/2007        |
| 2011 - 2015  | Núria Colomé Rodríguez    | CiU            | 11/06/2011        |
| 2015 - 2019  | Marc Verneda Urbano       | ACESENT-ENTESA | 13/06/2015        |
| 2019 - 2023  | Marc Verneda Urbano       | ACESENT-ENTESA | 15/06/2019        |
| Des del 2023 | Montserrat Rueda Miralles | PSC            | 17/06/2023        |

### Eleccions municipals del 2023
| Candidatura | Candidatura | Cap de llista             | Vots | Regidors | % vots |
| ----------- | ----------- | ------------------------- | ---- | -------- | ------ |
|             | PSC         | Montserrat Rueda Miralles | 909  | 3        | 22,67  |
|             | ERC         | Carme Torrents Aubia      | 726  | 2        | 18,1   |
|             | VOC         | Jesús Sellas Vila         | 590  | 2        | 14,71  |
|             | ACSENT-E    | Brigitte Navarrete Moya   | 578  | 2        | 14,41  |
|             | JxCAT       | Núria Colomé Rodríguez    | 562  | 2        | 14,01  |
|             | CUP         | Jaume Carbonell Fidalgo   | 488  | 2        | 12,17  |

## Sentmenatencs il·lustres
- Jaume Rovira, dibuixant.
- Jaume riera, escultor.
- Andreu Rossinyol, corrector.
- Frederic Alfonso i Orfila, poeta.
- Joan Escuer, escriptor i president de l'Amical de Mauthausen d'Espanya.
- Francesc Aday Benítez i Caraballo, futbolista.
- Carme Carbonell de Guitart (1884-[...?]), soprano.

## Entitats
- Geganters, Grallers i Capgrossos de Sentmenat
- Societat Coral Obrera "La Glòria Sentmenatenca"
- Radio Sentmenat
- Diables Sentcremats
- Amics del Museu Arxiu de Sentmenat
- Bastoneres de Sentmenat

## Símbols

### Escut
L'escut és escaironat, de gules, 3 bitlletes d'argent carregades d'un mig vol abaixat d'atzur. Per timbre, una corona de marquès. Les bitlletes carregades amb un mig vol representen les armes dels barons i després marquesos de Sentmenat.
Va ser aprovat en el DOGC del 28 d'abril de 1989.

### Bandera
Les proporcions de la bandera són dos d'alt per tres de llarg, vermella, amb tres bitlletes blanques, carregades d'una ala blava cadascuna, totes tres en la mateixa posició que en l'escut, és a dir, dues a dalt i una a baix, col·locades en el centre òptic del drap, és a dir, que l'eix del conjunt se situa a 4/9 de l'asta.
Consta aprovada al DOGC del 19 d'octubre de 1990.

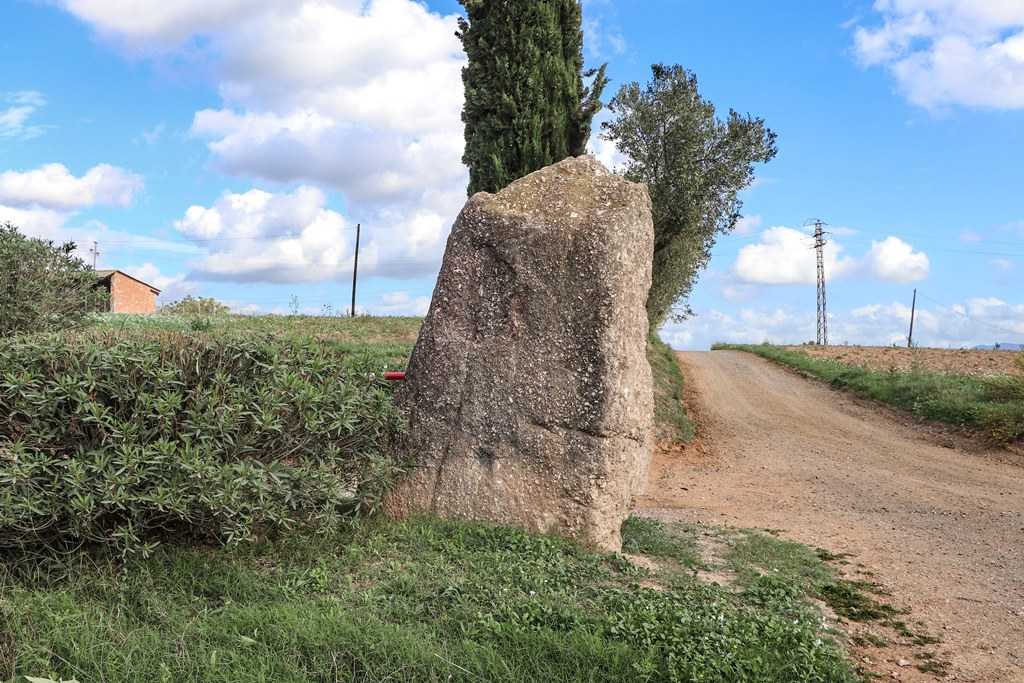
Menhir de can Tarragona

## Menhir de can Tarragona
El menhir de Can Tarragona o menhir de Can Gibert és un megàlit d'uns dos metres d'alçada. Es troba davant la masia de Can Gibert (també anomenada Can Tarragona) al camí de Sentmenat a Palau-solità i Plegamans, inclòs a l'Inventari del Patrimoni Arqueològic i Paleontològic de Catalunya.